# Arslanyaylası, Söke
Arslanyaylası là một xã thuộc huyện Söke, tỉnh Aydın, Thổ Nhĩ Kỳ. Dân số thời điểm năm 2010 là 181 người.